# Кассебаум, Нэнси
Нэ́нси Лэ́ндон Ка́ссебаум Бе́йкер (англ. Nancy Landon Kassebaum Baker; род. 29 июля 1932 года, Топика, Канзас, США) — американский политик, сенатор от штата Канзас с 1978 по 1997 годы. 

## Биография

### Ранние годы
Нэнси Лэндон родилась в Топике, штат Канзас, 29 июля 1932 года. Её отец, Альфред Моссман Лэндон, был успешным нефтяником, двукратным губернатором Канзаса и кандидатом в президенты в 1936 году. Мать Нэнси, Тео Кобб Лэндон, была музыкантом, играла на пианино и арфе. 
Нэнси окончила Старшую школу Топики в 1950 году. В 1954-м она выпустилась из Канзасского университета. В 1956 году получила степень магистра дипломатической истории в Мичиганском университете. Там же встретила Джона Кассебаума, за которого вышла замуж в 1956 году. Тогда же она стала вице-президентом их семейной компании «Kassebaum Communications» [Ка́ссебаум Комьюнике́йшнс], владевшей двумя радиостанциями. Они поселились в Мэйзе (англ. Maize), штат Канзас, где воспитывали четверых детей. В 1975 году Нэнси и Джон стали жить раздельно, официально развелись в 1979-м. 

### Политическая деятельность
Сразу после расставания с мужем, Кассебаум перебралась в город Вашингтон. Там она работала помощником сенатора от Канзаса Джеймса Пирсона. В 1978 году победила на выборах в Сенат США, став преемником Пирсона. Её бывший начальник должен был покинуть пост в январе 1979 года, однако ушёл в отставку раньше срока. Ввиду этого, Кассебаум была приведена к присяге 23 декабря 1978 года. До Кассебаум, все женщины в верхней палате Конгресса были вдовами сенаторов. После смерти сенатора, губернатор штата назначал на его должность жену, чтобы та временно заняла вакантное место. Нэнси Кассебаум стала первой женщиной, избранной в Сенат без предшествующей там службы мужа.  
В 1996-м вышла замуж во второй раз, за бывшего сенатора от Теннесси Говарда Бейкера. Этот брак был первым, заключенным между действующим и бывшим сенаторами.
В 2018 году, на губернаторских выборах в Канзасе поддержала демократку Лору Келли.

## Награды
- Президентская гражданская медаль[англ.] (2 января 2025)[13]